# Gérard Ambroselli
 (juin 2011).
Si vous disposez d'ouvrages ou d'articles de référence ou si vous connaissez des sites web de qualité traitant du thème abordé ici, merci de compléter l'article en donnant les références utiles à sa vérifiabilité et en les liant à la section « Notes et références ».
Gérard Ambroselli, né le 30 mars 1906 à Paris et mort le 20 novembre 2000 à Saint-Pierre-en-Port, est un peintre, graveur et sculpteur français.

## Biographie
Gérard Ambroselli est le fils de Léon Ambroselli, peintre, avocat, photographe, bibliophile, érudit latiniste, et directeur de la Nationale, et petit-fils d'Édouard Ambroselli, ténor à la Société des concerts du Conservatoire et correspondant dramatique de l'Opéra en 1873.
Après une licence de droit et en lettres à la Sorbonne, Gérard Ambroselli s'inscrit à l'École des beaux-arts de Paris dans l'atelier d'Ernest Laurent, puis dans les Ateliers d'art sacré. Il étudie sous la direction de Maurice Denis, mais surtout de George Desvallières, dont il épousera la fille, France, le 6 octobre 1932. Le couple a eu quinze enfants, dont plusieurs sont eux-mêmes artistes, comme Jean-Baptiste Ambroselli (né en 1934) et le sculpteur Pierre Paul Ambroselli (né en 1957). Au nombre de sa nombreuse descendance, on retrouve l'actrice Clotilde de Bayser (née en 1963).
Il devient sociétaire au Salon d'automne de 1932, où il expose chaque année de nombreuses toiles.
Il se forme à la gravure avec Józef Hecht et avec Stanley William Hayter, et travaille pour les Éditions Plon (histoire et art).
Lors de la Seconde Guerre mondiale, il est mobilisé en septembre 1939 et devient l'aide de camp du général de Lattre de Tassigny qui lui confie une nouvelle fonction : imagier de l'armée d'Alsace. Il effectue ainsi des dessins représentant Vauban ou le maréchal de Turenne. Ces images seront gravées à Strasbourg. Pour de Lattre de Tassigny, ces vignettes, distribuées en 1940 sous forme d'images à colorier, étaient destinées à réconcilier le peuple français et son armée.
Démobilisé fin juillet 1940, il rejoint la zone libre et installe sa famille dans le Limousin. 
Il se rend à Vichy pour réaliser un portrait de Philippe Pétain qui lui confie l'imagerie du maréchal. Celle-ci regroupe plusieurs artistes et artisans qui obtiennent des lettres patentes du régime et s'installent à Vichy, dans une boutique dont la devanture bleu ciel est parsemée d'étoiles d'or, de francisques et d'un coq jouant du cor de chasse. Sa première œuvre sera La vie du maréchal Pétain. Par la suite, il réalise des séries sur Les Saints Patrons, Les Beaux Métiers de France, etc. se faisant l'écho des thèses régionalistes et corporatistes du nouvel État Français. Il est décoré de l'ordre de la Francisque. 
Après l'arrestation du général de Lattre de Tassigny en novembre 1942, Gérard Ambroselli entre dans la clandestinité sous le nom de « Gabriel Audouin ». Puis il rejoint de Lattre de Tassigny à Alger en 1943, où il est affecté à la 5e division blindée, sous le nom de « capitaine Gérard ». Il débarque en Provence avec la première armée française et reprend sa fonction d'imagier. C'est lui qui dessine l'insigne de l'armée Rhin et Danube. Il participe à la libération du camp de Dachau.
Démobilisé en 1946, il réalise ensuite de nombreuses fresques (Colmar, Cité Saint-Pierre à Lourdes, Riaumont à Liévin) et s'essaye à la sculpture, notamment pour répondre à des commandes de commémoration de la libération de l'Alsace.
Collectionneur et marchand d'art, il collabore au Figaro littéraire sous le pseudonyme de « Gabriel Angerval » et enseigne à l'Institut des carrières artistiques.
Il se retire en Normandie, à Saint-Pierre-en-Port, où, bien qu'immobilisé par la maladie, il continue à peindre jusqu'à sa mort en 2000.
En 1990, il joue le rôle de Morand Bader, compagnon de la Libération et candidat à la présidence du parlement européen dans le feuilleton Le Mari de l'ambassadeur de François Velle.

## Distinctions
- Ordre de la Francisque

## Œuvres dans les collections publiques
- En Allemagne
  - Sankt Ottilien, abbaye de Sainte-Odile : Fontaine de l'Europe et de la Paix ;
- En France
  - Colmar, salle des catherinettes : fresque ;
  - Colmar, place de l'ancien hôpital : Liberté, liberté chérie, bronze ;
  - Ermenouville : Mémorial du dernier combat de la cavalerie française les 11 et 12 juin 1940 ;
  - Fécamp, abbaye : La Résurrection, fresque ;
  - Fécamp, Musée Les Pêcheries : Falaises à Saint-Pierre-en-Port, 1950, huile sur contreplaqué
  - Lourdes, réfectoire de la cité secours de Lourdes : Le Christ, c'est le pain partagé, fresque ;
  - Mazamet, couvent des Clarisses : Sainte Claire d'Assise ;
  - Mouilleron-en-Pareds, mémorial national du maréchal de Lattre de Tassigny ;
  - Neuilly-sur-Seine, église Saint-Jacques : La Transfiguration, fresque[4] ;
  - Ottrott, abbaye de Hohenbourg : Bienvenue à Jean-Paul II, bronze ;
  - Paris, couvent des Dominicaines, rue Saint-Jacques :
    - Saint Thomas d'Aquin et Albert le Grand ;
    - Sainte Catherine de Sienne ;

  - Paris, collections municipales, non localisé : Paysage d'automne ;
  - Seine-Port, église : La Mort du héros ;
  - Wittenheim, église de la cité Sainte-Barbe des Mines de potasse d'Alsace : Chemin de croix, en collaboration avec George Desvallières ;

## Illustrations
- Les lettres de La Fontaine, dessins et gravures sur cuivre ;